# Twang Bar King
Twang Bar King è il secondo album in studio da solista del cantautore statunitense Adrian Belew, pubblicato nel 1983.

## Tracce
1. I'm Down (The Beatles cover) – 2:54
2. I Wonder – 4:39
3. Life Without a Cage – 3:20
4. Sexy Rhino – 0:37
5. Twang Bar King – 1:26
6. Another Time – 3:02
7. The Rail Song – 5:39
8. Paint the Road – 3:19
9. She Is Not Dead – 4:41
10. Fish Head – 4:30
11. The Ideal Woman – 4:08
12. Ballet for a Blue Whale – 4:44